# Industria textil

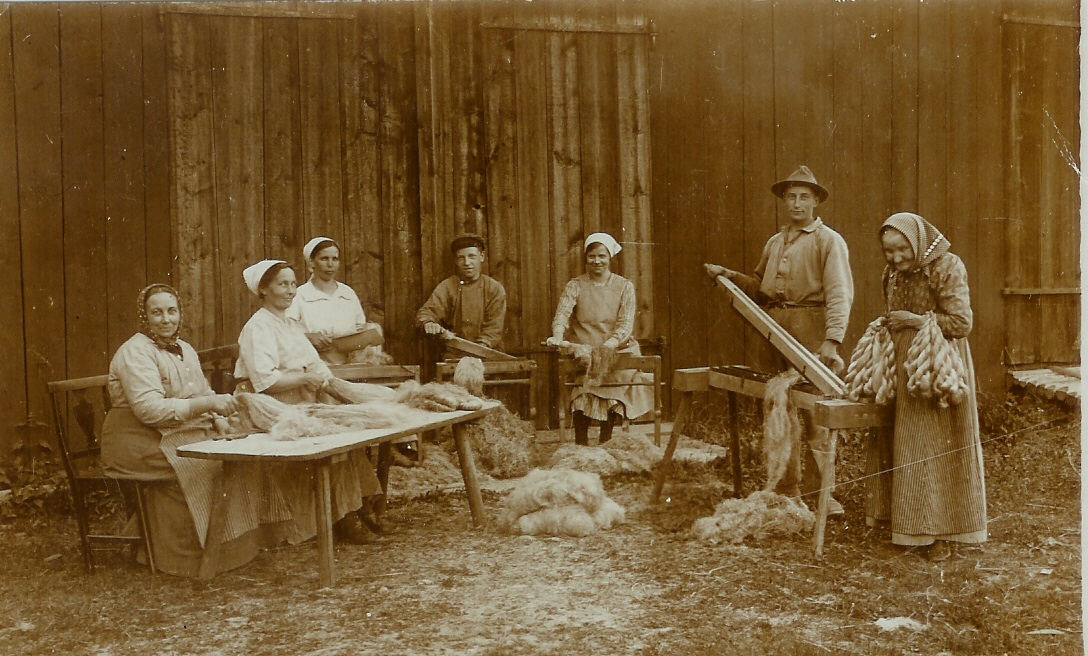
Procesamiento del lino en una casa familiar, en Suecia, alrededor de 1920. Antes de que se estableciesen los talleres independientes para procesar los distintos tejidos —algodón, lino, cáñamo, lana— las tareas, tanto de hilado como de tejido y confección, se realizaban en los hogares y en pequeños talleres familiares.

La industria textil es el sector de la industria dedicado a la producción de fibras —fibra natural y sintética—, hilados, telas y productos relacionados con la confección de ropa. Aunque desde el punto de vista técnico es un sector diferente, en las estadísticas económicas se suele incluir la industria del calzado como parte de la industria textil.
Los materiales textiles —fibras, hilos, telas y ropa— son productos de consumo masivo, razón por la que la industria textil y de la confección genera gran cantidad de empleos directos e indirectos, teniendo un peso importante en la economía mundial y una fuerte incidencia sobre el empleo y la tasa de desempleo en los países donde se instala. Es uno de los sectores industriales más controvertidos, tanto en la definición de tratados comerciales internacionales como por su tradicional incumplimiento de ciertas condiciones laborales y salariales mínimas y su constante deslocalización.
Las fábricas textiles es el  lugar donde se desarrolla el trabajo y elaboración de los distintos materiales. Inicialmente el trabajo se realiza por mujeres en sus domicilios, luego en talleres más o menos adecuados y finalmente en instalaciones fabriles para la elaboración de hilaturas y confección de prendas. En la actualidad en América Latina se denominan maquiladoras.

## Historia de la industria textil

### La manufactura textil - fibrilla natural
La manufactura textil es una producción económica bienes y consiste en la transformación de materias primas, en un principio fibra natural —lino, cáñamo, algodón, lana, seda, cuero, etc.—, en productos textiles manufacturados, productos elaborados o productos terminados para su distribución y consumo —hilaturas, telas, vestido y calzado—. Las tareas fundamentales son el trabajo de limpieza y preparación de fibras tanto vegetales como animales, el hilado —hilandería—, la tejeduría —utilizando el telar— así como la tintorería y otros acabados. Finalmente si se prepara el vestido se necesitará su confección

### La industria textil en la revolución industrial

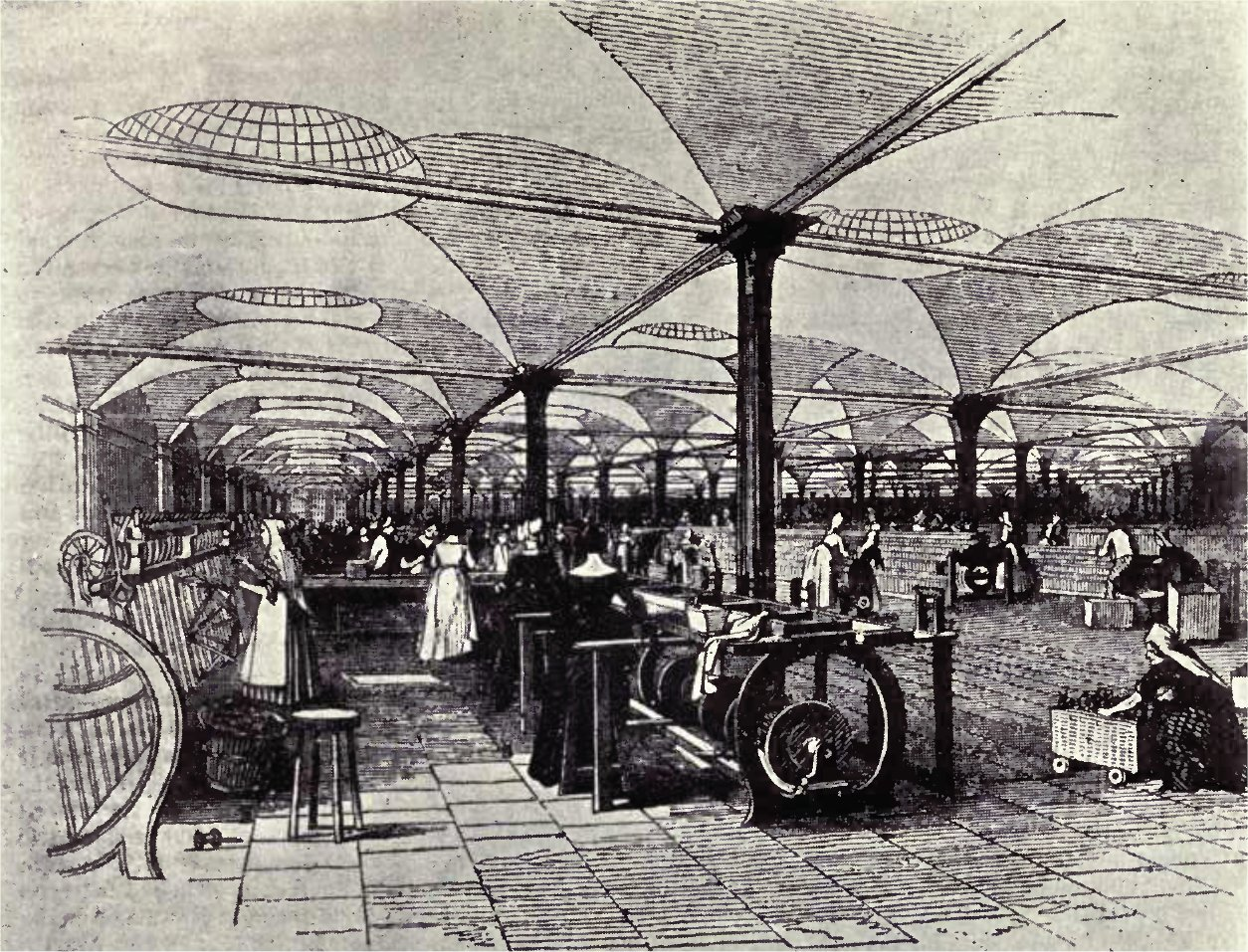
Dibujo de la fábrica textil Marshall's Mills para el tratamiento del lino, en Holbeck, Leeds, Inglaterra. Suplemento de la revista Penny, diciembre de 1843.

En el curso de la revolución técnica e industrial que se registró en numerosas naciones durante la terminación del siglo XVIII y el primer cuarto del siglo XIX hubo una gran aplicación a la industria de nuevas máquinas y del vapor como elemento motor y se emplearon nuevas técnicas en todas las esferas de la actividad humana, también se fabricaron las primeras máquinas para tejer como el telar mecánico, invento del clérigo inglés Edmund Cartwright.
Hacia el final del siglo XVII en Inglaterra, la industria tradicional se vio adelantada y rápidamente rebasada en importancia por una nueva rama textil; el algodón, importado entonces de la India. El mercado del algodón había alcanzado tal magnitud que no podía ser satisfecho únicamente por las importaciones. La producción nacional se estableció fundamentalmente en Mánchester, donde la humedad de su clima impedía que las fibras se hicieran duras y quebradizas.
En un principio los métodos fueron los mismos que eran ya empleados por los trabajadores manuales. El rendimiento resultaba tan pobre y la necesidad de una mejora técnica se hizo tan aguda que las primeras invenciones aparecieron desde mediados del siglo XVIII, aunque no fueron todavía muy aplicadas.
En 1733, John Kay inventó la lanzadera volante, que permitía que se tejiera a mano mucho más rápido. La industria del algodón adoptó la lanzadera de Kay, a partir de 1760. En 1738, Samuel Crompton se patentó la primera Mule Jenny, una máquina de hilar sin los dedos, según definía su propio autor. La intensificación de la mecanización adquirió un ritmo cada vez más rápido en la industria textil inglesa. El desarrollo técnico textil ejerció también su influencia en ramas anexas como las del blanqueo, el tinte la impresión. La sustitución de la energía humana por la maquinaria favoreció la extensión del sistema fabril en las hilaturas. Desde que se inventaron las primeras máquinas de hilar hubo industriales que las instalaron agrupados en grandes edificios próximos a fuentes de energía hidráulica. Con la invención de la máquina de agua este sistema se extendió todavía más.
La industria textil también convirtió a Cataluña, a mediados del siglo XIX, en la principal región industrial de España. La industria nace a principios del siglo XVIII, con la producción de telas estampadas (en catalán: indianes) impulsada por el Gobierno para sustituir importaciones de India. El hilado se añade tras introducir tecnología inglesa a principios del siglo XIX. La industria despega a partir de la década de 1830 una vez que Gran Bretaña elimina las restricciones a la emigración de mano de obra experta (1825) y a la exportación de maquinaria (1842)3 lo que permite a Cataluña importar el sistema fabril y la máquina de vapor.

## Sectores textiles

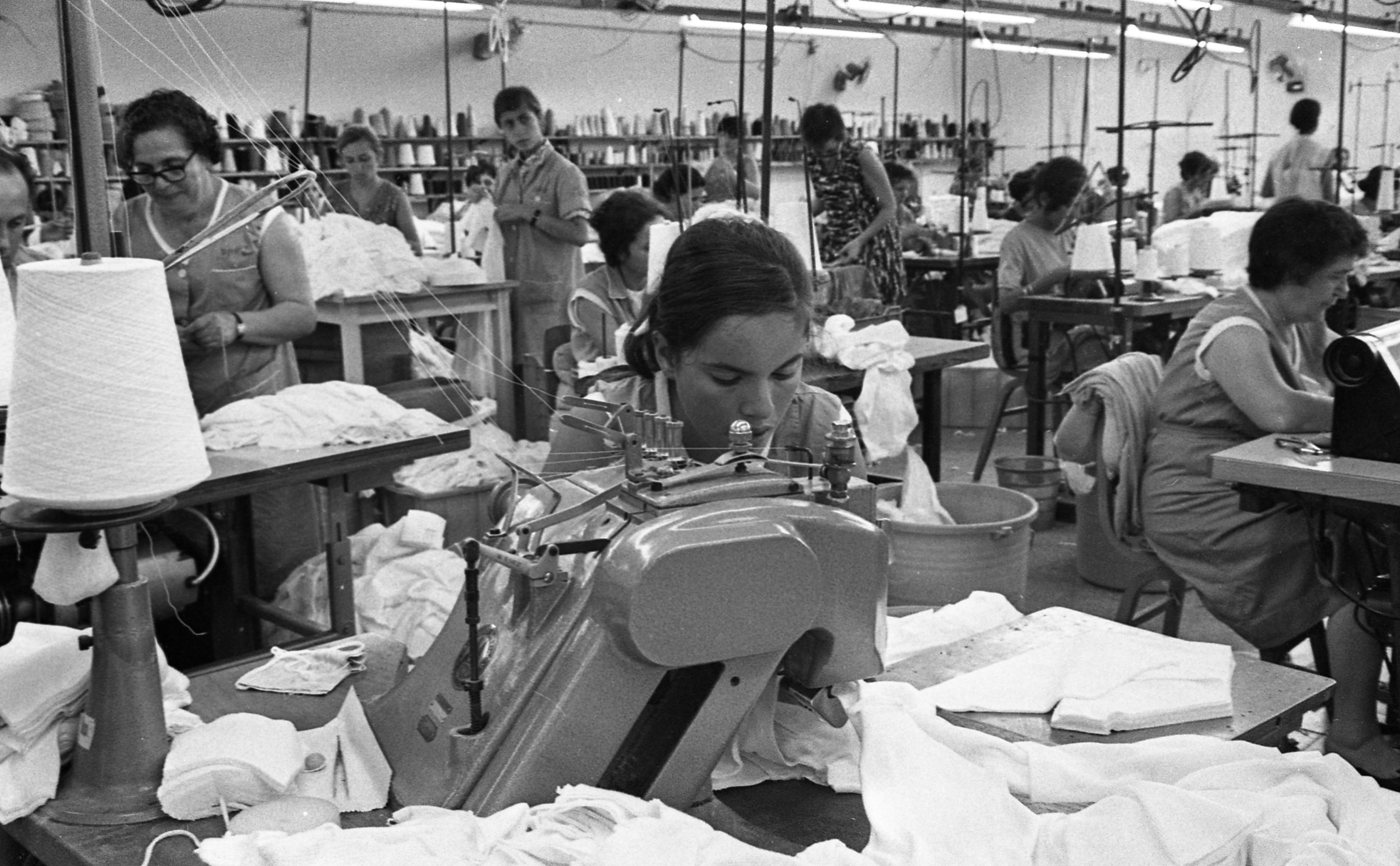
Industria textil en Israel, 1969

- Industria textil en Israel, 1969Producción de fibras.  Las fibras son las materias primas básicas de toda producción textil, dependiendo de su origen, las fibras son generadas por la agricultura, la ganadería, la química o la petroquimica.
- Fibra natural y fabricación de fibra sintética
- Hilandería. Es el proceso de convertir las fibras en hilos.
- Tejeduría.  Es el proceso de convertir hilos en telas (véase también sarga).
- Tintorería y acabados.  Son los procesos de teñir y mejorar las características de hilos y telas mediante procesos físicos y químicos.
- Confección.  Es la fabricación de ropa y otros productos textiles a partir de telas, hilos y accesorios.
- Alta costura.  El sector dedicado a la remuneración de artículos de lujo.  Aunque produce cantidades menores de artículos, estos son de gran valor y crean las modas que determinan la dirección del mercado.
- No tejidos. Producción de telas directamente desde fibras sin pasar procesos de hilatura y tejeduría.
- Tejidos técnicos.

### Otros sectores económicos relacionados
- Agricultura y ganadería proveedores de fibras naturales.
- Química y petroquímica, proveedores de fibras sintéticas, coloran-.

ria textil.

## Eventos relacionados con las condiciones de trabajo en la industria textil
Algunos de los más importantes sucesos —movilizaciones sindicales o desastres— relacionados con la industriales textil y de la confección son los siguientes.
- 1854 - Conflicto de las selfactinas
- 1909 - Huelga en las fábricas de camisas de Nueva York en 1909
- 1911 - Incendio en la fábrica Triangle Shirtwaist de Nueva York
- 2013 - Colapso del edificio en Savar

## Grandes empresas textiles mundiales

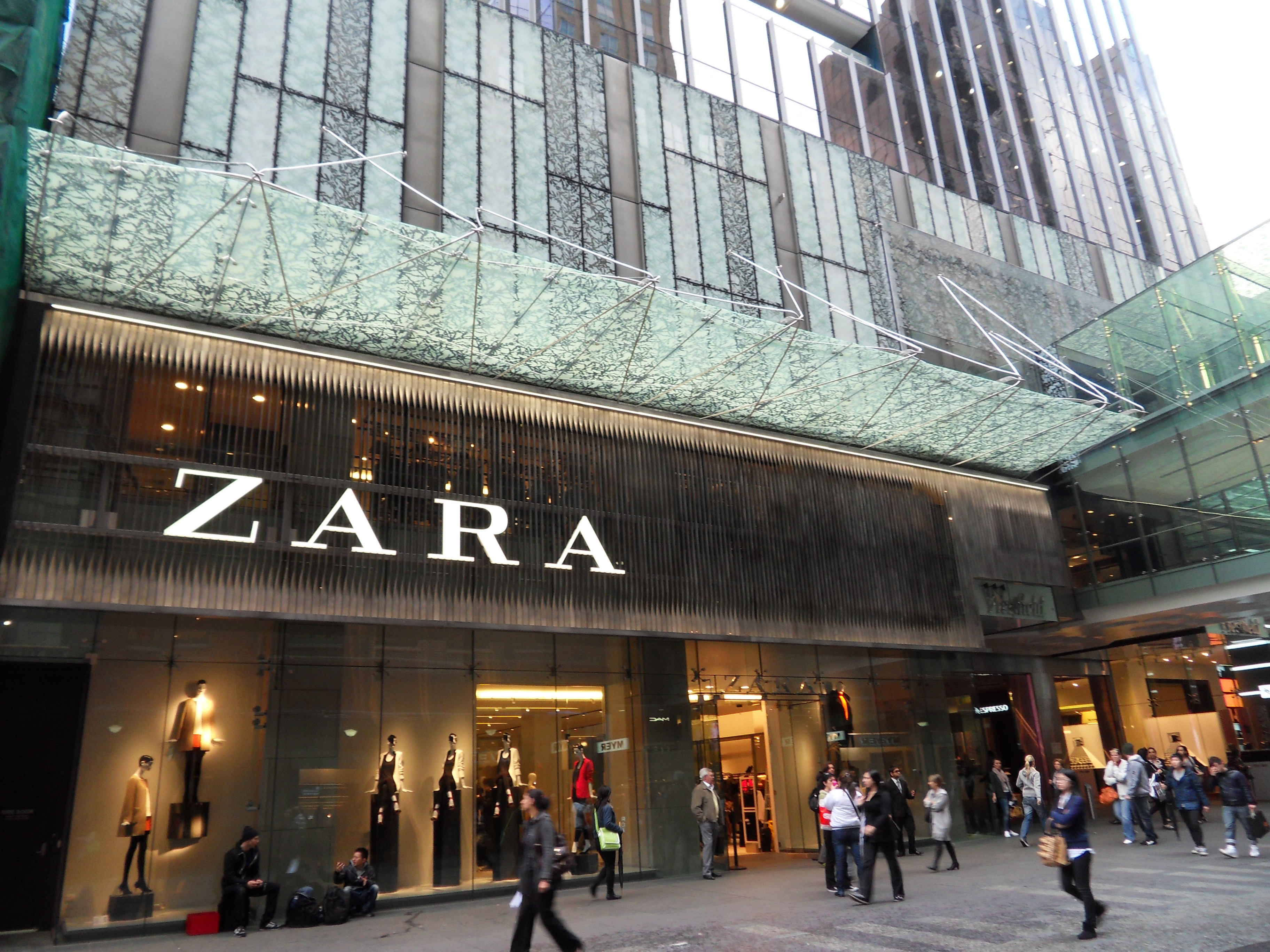
Inditex, de origen español, es uno de los grupos textiles más grandes del mundo.

### Empresas con acuerdos internacionales en materia de accidentes
A raíz del colapso del edificio en Savar en 2013 los sindicatos y numerosas empresas llegaron a acuerdos para prevenir los accidentes y mejorar las condiciones laborales de los trabajadores textiles, en su mayoría mujeres.
Entre las grandes empresas textiles y de confección del mundo se encuentran:
- Inditex - Zara, España.
- H&M, Suecia.
- C&A, Holanda
- PVH,
- Maxingvest-Tchibo, Alemania
- Tesco, Reino Unido
- Marks & Spencer,
- Primark, Irlanda
- El Corte Inglés, España
- jbc
- Mango (moda), España
- Carrefour
- Helly Hansen
- G-Star Raw, Holanda
- Aldi, Alemania
- New Look
- Mothercare
- Loblaws
- Sainsbury’s
- Benetton, Italia
- N Brown Group
- Stockmann, Finlandia
- WE Europe
- Esprit Holdings, Hong Kong-Alemania
- REWE Group, Alemania
- Next, Reino Unido
- Lidl, Alemania
- Hess Natur,
- Switcher,
- A&F, Estados Unidos,
- Style Femenine.

### Empresas sin acuerdos internacionales de prevención de accidentes
Algunas empresas se niegan a la firma de acuerdos internacionales sobre prevención de accidentes; entre ellas:
- Fast Retailing (para marcas Uniqlo y Theory), Japón.[7]
- GAP, Estados Unidos
- Wal-Mart, Estados Unidos
- Nike, Estados Unidos

## México
La industria textil en México tiene una gran importancia en la economía, siendo un sector clave debido a que genera empleo y contribuye al Producto Interno Bruto (PIB). Emplea sobre todo a mujeres y el modelo ha permitido a México competir en el mercado internacional. Esto ha sido posible gracias a bajos salarios y nulas o mínimas reivindicaciones sindicales —condiciones laborales indignas e igualdad salarial inexistente— así como nula protección ambiental. El modelo a finales de la primera década del siglo XXI —2009— entró en crisis y requería una renovación que incluyera una competitividad responsable y un trabajo decente para los trabajadores del sector, sobre todo mujeres.

## Tailandia
Tailandia tiene una fuerte presencia de la industrial textil por los bajos costes laborales, la amplia fuerza de trabajo, escasas exigencias medioambientales, buena localización en Asia y cooperación entre el gobierno del país y el sector privado. La industria textil da empleo a más de un millón de personas y cuenta con 4592 fábricas en el área de influencia de Bangkok. Generalmente las fábricas son propiedad de empresarios tailandeses que subcontratan con compradores internacionales o de las empresas internacionales más destacadas que prefieren tener sus propias fábricas. Algunas empresas son propiedad de los trabajadores como respuesta a las pésimas condiciones de trabajo. Así ocurrre con Dignity Returns y Try Arm.

## Bangladés
Muchas multinacionales occidentales utilizan mano de obra en Bangladés, uno de los países más baratos del mundo: 30 euros al mes, frente a los 150 o 200 de China. Cuatro días son suficientes para que el CEO de una de las cinco marcas textiles más importantes del mundo gane lo que una trabajadora de la confección de Bangladés ganará durante su vida.
En abril de 2013, al menos 1.135 trabajadores textiles murieron en el colapso de su fábrica. Otros accidentes mortales debidos a fábricas insalubres han afectado a Bangladés: en 2005 una fábrica se derrumbó y causó la muerte de 64 personas. En 2006, una serie de incendios causó la muerte de 85 personas e hirió a otras 207. En 2010, unas 30 personas murieron por asfixia y quemaduras en dos incendios graves. En 2006, decenas de miles de trabajadores se movilizaron en uno de los mayores movimientos de huelga del país, que afectó a casi todas las 4.000 fábricas. La Asociación de Fabricantes y Exportadores de Prendas de Vestir de Bangladés (BGMEA) utiliza las fuerzas policiales para reprimir la situación. Tres trabajadores fueron asesinados, cientos más fueron heridos de bala o encarcelados. En 2010, después de un nuevo movimiento de huelga, casi 1000 personas resultaron heridas entre los trabajadores como resultado de la represión.

## Pakistán
La Industria textil representa el 70% de las exportaciones de Pakistán, pero las condiciones de trabajo de los trabajadores son deplorables. Los pequeños talleres de manufactura generalmente no firman contratos de trabajo, no respetan el salario mínimo y a veces emplean a niños. Las violaciones de la legislación laboral también se producen entre los principales subcontratistas de marcas internacionales, donde los trabajadores pueden ser golpeados, insultados por sus superiores o pagados por debajo del salario mínimo. Las fábricas no cumplen con las normas de seguridad, lo que conduce a accidentes: en 2012, 255 trabajadores murieron en un incendio en una fábrica de Karachi. Con 547 inspectores de trabajo en Pakistán supervisando las 300.000 fábricas del país, la industria textil está fuera de control. Los trabajadores tampoco están protegidos por los sindicatos, que están prohibidos en las zonas industriales de exportación. En otros lugares, "los trabajadores que participan en la creación de sindicatos son víctimas de violencia, intimidación, amenazas o despidos".

## Perú
Perú basa su industria textil en la producción de algodón en los valles y lana en la zona andina. En la década de 1980, Perú tuvo problemas en la industria textil a causa de los derechos compensatorios que Estados Unidos impuso a determinados productos no esenciales.